# Evania
Evania är ett släkte av steklar som beskrevs av Fabricius 1775. Evania ingår i familjen hungersteklar.

## Dottertaxa tillEvania, i alfabetisk ordning[1][2]
- Evania abrahami
- Evania agraensis
- Evania albofacialis
- Evania angolensis
- Evania animensis
- Evania appendigaster
- Evania argenteocaudata
- Evania bicarinata
- Evania bonariensis
- Evania borneana
- Evania brevipes
- Evania canaliculata
- Evania carinigera
- Evania caspia
- Evania cellularis
- Evania chilensis
- Evania chinensis
- Evania congica
- Evania cribrata
- Evania curtigena
- Evania curvinervis
- Evania demeijerei
- Evania dubia
- Evania eos
- Evania erythrocneme
- Evania erythrothorax
- Evania excavata
- Evania fascialis
- Evania friburgensis
- Evania fulvospina
- Evania fumipennis
- Evania giganteipes
- Evania hewitti
- Evania hirtipes
- Evania hunteri
- Evania johni
- Evania kuchingensis
- Evania mackenziei
- Evania magrettii
- Evania muelleri
- Evania mukerjii
- Evania nurseana
- Evania oblonga
- Evania oculatula
- Evania opaca
- Evania paraensis
- Evania parvula
- Evania platensis
- Evania platycephala
- Evania porteri
- Evania postfurcalis
- Evania rodwayi
- Evania rubrofasciata
- Evania rufescens
- Evania sanctipauli
- Evania satanas
- Evania simlaensis
- Evania sinicola
- Evania stenochela
- Evania subspinosa
- Evania szepligetii
- Evania tinctipennis
- Evania trivandrensis
- Evania unipunctata